# Camptostoma imberbe
El mosquerito imberbe (Camptostoma imberbe), también conocido como mosquerito chillón (en Costa Rica y México), mosquiterito chillón (en Nicaragua),  mosquero lampiño o mosquerito lampiño norteño (en México), es una especie de ave paseriforme de la familia Tyrannidae, una de las dos pertenecientes al género Camptostoma. Es nativo de América Central y sur de América del Norte.

## Distribución y hábitat
Se distribuye desde el sur de Estados Unidos (sureste de Arizona, extremo suroeste de Nuevo México y extremo sur de Texas) y México (incluyendo la península de Yucatán y las islas de Holbox y Cozumel) hacia el sur, por Guatemala, Belice, El Salvador, Honduras, Nicaragua, hasta el noroeste de Costa Rica.
Esta especie es considerada bastante común en una variedad de hábitats naturales, que incluyen bosques arbustivos semiabiertos tanto áridos como semi-húmedos, enmarañados de matorrales y bordes de bosques, bosques secundarios, generalmente a lo largo de cursos de agua, donde es más abundante. Desde el nivel del mar hasta los 2100 m de altitud.

## Sistemática

### Descripción original
La especie C. imberbe fue descrita por primera vez por el zoólogo británico Philip Lutley Sclater en 1857 bajo el mismo nombre científico; la localidad tipo es «San Andrés Tuxtla, Veracruz, México».

### Etimología
El nombre genérico neutro «Camptostoma» se compone de las palabras del griego «kamptos» que significa ‘curvado’, y «stoma, stomatos» que significa ‘boca’, ‘pico’; y el nombre de la especie «imberbe», proviene del latín «imberbis» que significa ‘sin barba’.

### Subespecies
Las poblaciones del sur de los estados Unidos (Arizona) y noroeste de México, supuestamente con pico más largo, más oliva por arriba y más amarillo por abajo, descritas como la subespecie C. i. ridgwayi (Brewster, 1882), y otras de la Isla Cozumel, denominadas C. i. thyellophilum Parkes & A. R. Phillips, 1999, con base en diferencias mínimas en el largo del culmen (en pequeña base de ejemplares), son consideradas indistinguibles de la nominal. Es monotípica.